# Lichtengraben
Lichtengraben je naselje v Občini Šentlenart v Labotski dolini v Okraju Volšperk na Koroškem v Avstriji.